# Гика, Владимир
Владимир Гика (рум. Vladimir Ghika, 25 декабря 1873 года, Константинополь — 16 июня 1954 года, Бухарест) — румынский католический священник. Репрессирован коммунистическим режимом, умер в заключении в тюрьме Жилава. 31 августа 2013 года причислен к лику блаженных.

## Биография

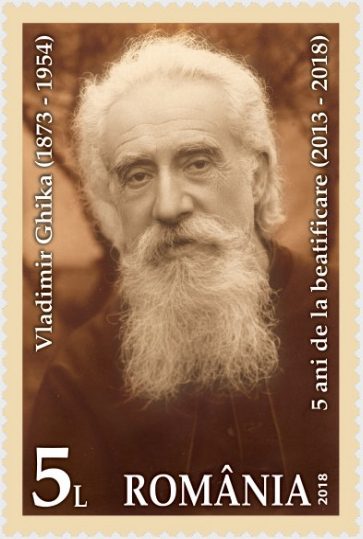
Владимир Гикау на почтовой марке Румынии. 2018 г.

Владимир Гика родился в 1873 году в Константинополе. Происходил из албанского княжеского рода Гика, многие представители которого были правителями Молдавии и Валахии. Последний господарь Молдавии Григорий-Александр Гика приходился ему дедушкой. Отец Владимира был министром при султанском дворе, вся семья принадлежала к православному вероисповеданию. Брат государственного деятеля Димитрие И. Гика.
В 1878 году семья Владимира Гики переехала с детьми в Тулузу, чтобы дать детям качественное европейское образование. Владимиру, в частности, предназначалась дипломатическая карьера в Румынском королевстве.
Владимир обучался в Тулузе, в Парижском университете (1893—1895 годы), затем — в Румынии, а в 1898 году поступил в Папский университет святого Фомы Аквинского в Риме. В 1902 году Владимир неожиданно перешёл в католичество, что вызвало семейный скандал. Переход князя Гики в католичество фактически означал отречение от всех привилегий, положенных ему в Румынии по высокому рождению, и соответствовал его желанию разделить в милосердии жизнь с бедняками. В 1905 году Гика получил степень доктора богословия.
В Румынию Владимир Гика вернулся в качестве светского миссионера. Посвятил себя делами милосердия, создал католическую благотворительную организацию, а под её патронажем — открыл первую бесплатную больницу в Румынии. Он же организовал первую в стране службу скорой помощи. Именно он заложил основы католической благотворительной деятельности в Румынии. Во время Балканских войн ухаживал за ранеными и больными. В годы Первой мировой войны работал в Италии и Франции.
7 октября 1923 г. был рукоположен в священники в Париже и служил священником во Франции вплоть до 1939 года.
2 сентября 1930 года сослужил литургию епископу апостольскому визитатору Русских католиков Петру Бучис в в храме Святой Троицы.
В 1931 году получил от папы римского почётный титул апостольского протонотария. В 1939 году вернулся в Румынию, где продолжил священническое служение и благотворительную деятельность.
Остался в Румынии и после установления коммунистического режима. Пострадал в ходе кампании по созданию казённой Румынской католической церкви, независимой от папы. 18 ноября 1952 года Гика был арестован коммунистическими властями Румынии, обвинён в шпионаже в пользу Ватикана и осуждён на три года лишения свободы. Был заключён в тюрьму Жилава, где подвергался изнурительным допросам, пыткам и избиениям. Скончался в тюрьме от жестокого обращения 16 июня 1954 года.

## Прославление
Владимир Гика беатифицирован 31 августа 2013 года в Бухаресте. Торжественное богослужение, на котором Владимир Гика был причислен к лику блаженных, возглавлял префект Конгрегации по канонизации святых кардинал Анджело Амато.